# ديف مايكلز
ديف مايكلز (بالإنجليزية: Dave Michaels)‏ هو عازف لوحة المفاتيح أمريكي، ولد في 15 ديسمبر 1944.